# Kinas Grand Prix 2018
Kinas Grand Prix 2018 (officielt navn: 2018 Formula 1 Heineken Chinese Grand Prix) var et Formel 1-løb som blev arrangeret 15. april 2018 på Shanghai International Circuit. Det bar det tredje løb i Formel 1-sæsonen 2018 og 15. gang at Kinas Grand Prix bliver arrangeret.

## Kvalifikation
| Pos.               | Nr. | Kører             | Konstruktør               | Del 1    | Del 2    | Del 3    | Grid |
| ------------------ | --- | ----------------- | ------------------------- | -------- | -------- | -------- | ---- |
| 1                  | 5   | Sebastian Vettel  | Ferrari                   | 1.32,171 | 1.32,385 | 1.31,095 | 1    |
| 2                  | 7   | Kimi Räikkönen    | Ferrari                   | 1.32,474 | 1.32,286 | 1.31,182 | 2    |
| 3                  | 77  | Valtteri Bottas   | Mercedes                  | 1.32,921 | 1.32,063 | 1.31,625 | 3    |
| 4                  | 44  | Lewis Hamilton    | Mercedes                  | 1.33,283 | 1.31,914 | 1.31,675 | 4    |
| 5                  | 33  | Max Verstappen    | Red Bull Racing-TAG Heuer | 1.32,932 | 1.32,809 | 1.31,796 | 5    |
| 6                  | 3   | Daniel Ricciardo  | Red Bull Racing-TAG Heuer | 1.33,877 | 1.32,688 | 1.31,948 | 6    |
| 7                  | 27  | Nico Hülkenberg   | Renault                   | 1.33,545 | 1.32,494 | 1.32,532 | 7    |
| 8                  | 11  | Sergio Pérez      | Force India-Mercedes      | 1.33,464 | 1.32,931 | 1.32,758 | 8    |
| 9                  | 55  | Carlos Sainz, Jr. | Renault                   | 1.33,315 | 1.32,970 | 1.32,819 | 9    |
| 10                 | 8   | Romain Grosjean   | Haas-Ferrari              | 1.33,238 | 1.32,524 | 1.32,855 | 10   |
| 11                 | 20  | Kevin Magnussen   | Haas-Ferrari              | 1.33,359 | 1.32,986 | N/A      | 11   |
| 12                 | 31  | Esteban Ocon      | Force India-Mercedes      | 1.33,585 | 1.33,057 | N/A      | 12   |
| 13                 | 14  | Fernando Alonso   | McLaren-Renault           | 1.33,428 | 1.33,232 | N/A      | 13   |
| 14                 | 2   | Stoffel Vandoorne | McLaren-Renault           | 1.33,824 | 1.33,505 | N/A      | 14   |
| 15                 | 28  | Brendon Hartley   | Scuderia Toro Rosso-Honda | 1.34,013 | 1.33,795 | N/A      | 15   |
| 16                 | 35  | Sergey Sirotkin   | Williams-Mercedes         | 1.34,062 | N/A      | N/A      | 16   |
| 17                 | 10  | Pierre Gasly      | Scuderia Toro Rosso-Honda | 1.34,101 | N/A      | N/A      | 17   |
| 18                 | 18  | Lance Stroll      | Williams-Mercedes         | 1.34,285 | N/A      | N/A      | 18   |
| 19                 | 16  | Charles Leclerc   | Sauber-Ferrari            | 1.34,454 | N/A      | N/A      | 19   |
| 20                 | 9   | Marcus Ericsson   | Sauber-Ferrari            | 1.34,914 | N/A      | N/A      | 201  |
| 107%-tid: 1.38,622 |     |                   |                           |          |          |          |      |
| Kilde:             |     |                   |                           |          |          |          |      |

Notes
- ↑1 – Marcus Ericsson fik en fem-plads straffe for at ignorere gule flag under kvalifikation.[2]

## Resultater
| Pos.   | Nr. | Kører             | Konstruktør               | Omgange | Tid/Udgået  | Startpos. | Point |
| ------ | --- | ----------------- | ------------------------- | ------- | ----------- | --------- | ----- |
| 1      | 3   | Daniel Ricciardo  | Red Bull Racing-TAG Heuer | 56      | 1:35.36,380 | 6         | 25    |
| 2      | 77  | Valtteri Bottas   | Mercedes                  | 56      | +8,894      | 3         | 18    |
| 3      | 7   | Kimi Räikkönen    | Ferrari                   | 56      | +9,637      | 2         | 15    |
| 4      | 44  | Lewis Hamilton    | Mercedes                  | 56      | +16,985     | 4         | 12    |
| 5      | 33  | Max Verstappen    | Red Bull Racing-TAG Heuer | 56      | +20,4361    | 5         | 10    |
| 6      | 27  | Nico Hülkenberg   | Renault                   | 56      | +21,052     | 7         | 8     |
| 7      | 14  | Fernando Alonso   | McLaren-Renault           | 56      | +30,639     | 13        | 6     |
| 8      | 5   | Sebastian Vettel  | Ferrari                   | 56      | +35,286     | 1         | 4     |
| 9      | 55  | Carlos Sainz, Jr. | Renault                   | 56      | +35,763     | 9         | 2     |
| 10     | 20  | Kevin Magnussen   | Haas-Ferrari              | 56      | +39,594     | 11        | 1     |
| 11     | 31  | Esteban Ocon      | Force India-Mercedes      | 56      | +44,050     | 12        |       |
| 12     | 11  | Sergio Pérez      | Force India-Mercedes      | 56      | +44,725     | 8         |       |
| 13     | 2   | Stoffel Vandoorne | McLaren-Renault           | 56      | +49,373     | 14        |       |
| 14     | 18  | Lance Stroll      | Williams-Mercedes         | 56      | +55,490     | 18        |       |
| 15     | 35  | Sergey Sirotkin   | Williams-Mercedes         | 56      | +58,241     | 16        |       |
| 16     | 9   | Marcus Ericsson   | Sauber-Ferrari            | 56      | +1.02,604   | 20        |       |
| 17     | 8   | Romain Grosjean   | Haas-Ferrari              | 56      | +1.05,296   | 10        |       |
| 18     | 10  | Pierre Gasly      | Scuderia Toro Rosso-Honda | 56      | +1.06,3302  | 17        |       |
| 19     | 16  | Charles Leclerc   | Sauber-Ferrari            | 56      | +1.22,575   | 19        |       |
| 203    | 28  | Brendon Hartley   | Scuderia Toro Rosso-Honda | 51      | Gearkasse   | 15        |       |
| Kilde: |     |                   |                           |         |             |           |       |

Notes
- ↑1 – Max Verstappen sluttede oprindeligt på fjerdeplads, men fik tilføjet ti sekunder til sin tid for at forårsage en kollision.
- ↑2 – Pierre Gasly sluttede oprindeligt på femteplads, men fik tilføjet ti sekunder til sin tid for at forårsage en kollision.
- ↑3 – Brendon Hartley afsluttede ikke løbet, men blev klassificeret som det, fordi han gennemførte 90% af vinderens løbsdistance.

## Stilling i mesterskaberne efter løbet
| Pos. | Kører            | Point |
| ---- | ---------------- | ----- |
| 1    | Sebastian Vettel | 54    |
| 2    | Lewis Hamilton   | 45    |
| 3    | Valtteri Bottas  | 40    |
| 4    | Daniel Ricciardo | 37    |
| 5    | Kimi Räikkönen   | 30    |

| Pos. | Konstruktør               | Point |
| ---- | ------------------------- | ----- |
| 1    | Mercedes                  | 85    |
| 2    | Ferrari                   | 84    |
| 3    | Red Bull Racing-TAG Heuer | 55    |
| 4    | McLaren-Renault           | 28    |
| 5    | Renault                   | 25    |